# Ivan Reitman
Ivan Reitman (n. 27 octombrie 1946, Komárno, Nitriansky kraj, Slovacia – d. 12 februarie 2022, Montecito⁠(d), Comitatul Santa Barbara, California, SUA) a fost un regizor canadian de origine cehoslovacă. Este cunoscut în special pentru comediile sale, printre care Stripes (1981), Ghostbusters (1984), Legal Eagles (1986, cu Robert Redford), Twins (Gemenii, 1988, cu Arnold Schwarzenegger și Danny DeVito), Ghostbusters II (1989), Kindergarten Cop (1990) și Junior (1994), ultimele două cu Schwarzenegger. Este tatăl lui Jason Reitman.

## Actori care au apărut frecvent în filmele sale
| Actor                 | Meatballs (1979) | Stripes (1981) | Ghostbusters (1984) | Twins (1988) | Ghostbusters II (1989) | Kindergarten Cop (1990) | Dave (1993) | Junior (1994) | Evolution (2001) | No Strings Attached (2011) |
| --------------------- | ---------------- | -------------- | ------------------- | ------------ | ---------------------- | ----------------------- | ----------- | ------------- | ---------------- | -------------------------- |
| Bill Murray           | No               | No             | No                  |              | No                     |                         |             |               |                  |                            |
| Arnold Schwarzenegger |                  |                |                     | No           |                        | No                      | 1           | No            |                  |                            |
| Harold Ramis          |                  | No             | No                  |              | No                     |                         |             |               |                  |                            |
| Ernie Hudson          |                  |                | No                  |              | No                     |                         |             |               |                  |                            |
| Dan Aykroyd           |                  |                | No                  |              | No                     |                         |             |               | No               |                            |
| Kevin Kline           |                  |                |                     |              |                        |                         | No          |               |                  | No                         |
| Sigourney Weaver      |                  |                | No                  |              | No                     |                         | No          |               |                  |                            |
| Danny DeVito          |                  |                |                     | No           |                        |                         |             | No            |                  |                            |
| Frank Langella        |                  |                |                     |              |                        |                         | No          | No            |                  |                            |
| Rick Moranis          |                  |                | No                  |              | No                     |                         |             |               |                  |                            |
| Pamela Reed           |                  |                |                     |              |                        | No                      |             | No            |                  |                            |

1 Schwarzenegger are o scurtă apariție în rolul său ca președinte al Consiliului de Fitness și Sport

## Filmografie

### Ca regizor
| An   | Film                   | Note                             |
| ---- | ---------------------- | -------------------------------- |
| 1971 | Foxy Lady              | Și producător                    |
| 1973 | Cannibal Girls         | Și scenarist/producător executiv |
| 1979 | Meatballs              | A primit premiul Golden Reel     |
| 1981 | Stripes                | Și producător                    |
| 1984 | Ghostbusters           | Și producător                    |
| 1986 | Legal Eagles           | Și scenarist/producător          |
| 1988 | Twins                  | Și producător                    |
| 1989 | Ghostbusters II        | Și producător                    |
| 1990 | Kindergarten Cop       | Și producător                    |
| 1993 | Dave                   | Și producător                    |
| 1994 | Junior                 | Și producător                    |
| 1997 | Fathers' Day           | Și producător                    |
| 1998 | Six Days Seven Nights  | Și producător                    |
| 2001 | Evolution              | Și producător                    |
| 2006 | My Super Ex-Girlfriend |                                  |
| 2011 | No Strings Attached    | Și producător                    |